# Arniense
La tribu Arniense (en llatí Arniensis) va ser una de les 35 tribus romanes amb dret de vot a l'Assemblea Tribal Romana. Tenia el seu origen probablement en el riu Arno (Arnus). Segons Titus Livi, hauria estat fundada l'any 367 aC.